# قائمة عملات مصر الحالية
قائمة عملات مصر المتداولة

## العملات المعدنية
| 25 قرش | 1993 |  |  | 1.4 | - رسم إسلامي - القيمة باللغة العربية والإنجليزية | - جمهورية مصر العربية - السنة الهجرية والسنة الميلادية بالعربية |      |     |                              |                              |
| 25 قرش | 2008 |  |  | 21  | - رسم إسلامي - القيمة باللغة العربية والإنجليزية | - جمهورية مصر العربية - السنة الهجرية والسنة الميلادية بالعربية | 1.26 | 4.5 | صلب 94% نحاس 2% نيكل مطلي 4% | صلب 94% نحاس 2% نيكل مطلي 4% |

| 50 قرش | 2005 |    |     | 25                           | 1.58                         | 6.5 | نحاس 75% زنك 20% نيكل 5% | نحاس 75% زنك 20% نيكل 5% | - رأس كليوباترا - السنة الهجرية والسنة الميلادية بالعربية | - جمهورية مصر العربية - القيمة باللغة العربية والإنجليزية |
| 50 قرش | 2007 | 23 | 1.7 | صلب 94% نيكل 2% نحاس مطلي 4% | صلب 94% نيكل 2% نحاس مطلي 4% | 6.5 |                          |                          | - رأس كليوباترا - السنة الهجرية والسنة الميلادية بالعربية | - جمهورية مصر العربية - القيمة باللغة العربية والإنجليزية |

| جنيه | 2005      |                   |                              | 25 | 1.89                         | 8.5 | ثنائية المعدن | ثنائية المعدن | قناع توت عنخ آمون | - جمهورية مصر العربية - القيمة باللغة العربية والإنجليزية - التاريخ الهجري والميلادي باللغة العربية |
| جنيه | 2005      | الحلقة            | المركز                       | 25 | 1.89                         | 8.5 |               |               | قناع توت عنخ آمون | - جمهورية مصر العربية - القيمة باللغة العربية والإنجليزية - التاريخ الهجري والميلادي باللغة العربية |
| جنيه | 2005      | نحاس 75% نيكل 25% | نحاس 75% زنك 20% نيكل 5%     | 25 | 1.89                         | 8.5 |               |               | قناع توت عنخ آمون | - جمهورية مصر العربية - القيمة باللغة العربية والإنجليزية - التاريخ الهجري والميلادي باللغة العربية |
| جنيه | 2007 2008 | 1.96              | صلب 94% نحاس 2% نيكل مطلي 4% | 25 | صلب 94% نيكل 2% نحاس مطلي 4% | 8.5 |               |               | قناع توت عنخ آمون | - جمهورية مصر العربية - القيمة باللغة العربية والإنجليزية - التاريخ الهجري والميلادي باللغة العربية |

## العملات الورقية
| الصورة     | الصورة     | القيمة    | الوصف                | الوصف                         |
| وجه العملة | ظهر العملة | القيمة    | وجه العملة           | ظهر العملة                    |
| ---------- | ---------- | --------- | -------------------- | ----------------------------- |
|            |            | 25 قرش    | مسجد السيدة عائشة    | نسر صلاح الدين وقمح وذرة وقطن |
|            |            | 50 قرش    | الجامع الأزهر        | تمثال رمسيس الثاني            |
|            |            | جنيه واحد | مسجد قايتباي         | معبد أبو سمبل                 |
|            |            | 5 جنيهات  | مسجد ابن طولون       | حابي                          |
|            |            | 10 جنيهات | مسجد الرفاعي         | خفرع وخلفه حورس               |
|            |            | 20 جُنيها  | مسجد محمد علي        | عربة حربية فرعونية            |
|            |            | 50 جُنيها  | مسجد أبو حريبة       | معبد حورس                     |
|            |            | 100 جنيه  | مسجد السلطان حسن     | أبو الهول                     |
|            |            | 200 جنيه  | مسجد قاني باي الرماح | الكاتب المصري                 |

## أنظر أيضا
- قائمة عملات مصر الورقية.
- قائمة عملات مصر المعدنية.